# 佐洛托諾什卡 (烏克蘭)
50°01′42″N 32°05′40″E / 50.02833°N 32.09444°E
佐洛托諾什卡（烏克蘭語：Золотоношка）是位於烏克蘭中部的村莊，由切爾卡瑟州佐洛托諾沙區的德拉比夫市鎮負責管轄。該村處於佐洛托諾什卡河畔，始建於十七世紀，海拔高度114米，2001年人口751。